# Impatiens sodenii
Impatiens sodenii é uma espécie de planta com flor pertencente à família Balsaminaceae. 
A autoridade científica da espécie é Engl. & Warb. ex Engl., tendo sido publicada em Die Pflanzenwelt Ost-Afrikas C: 253. 1895.

## Portugal
Trata-se de uma espécie presente no território português, nomeadamente no Arquipélago da Madeira.
Em termos de naturalidade é introduzida na região atrás indicada.

## Protecção
Não se encontra protegida por legislação portuguesa ou da Comunidade Europeia.